# Транспорт в Ливане
Транспорт в Ливане отличается большим диапазоном уровня развития: наряду с современным международным аэропортом Рафик Харири столице страны Бейруте во многих частях страны имеются автодороги в плохом состоянии. Значительный ущерб транспортной инфраструктуре нанесли гражданская война между 1975 и 1990 годами и Вторая ливанская война с Израилем.

## Автомобильный транспорт
Ливан имеет обширную дорожную сеть в основном хорошего состояния. Однако некоторые участки из-за плохого обслуживания и незаселённой местности могут быть опасны. Также в случаях массовых волнений трассы могут перекрываться без предупреждения. Основными трассами Ливана являются:
- Бейрут — Библ — Триполи — граница с Сирией;
- Бейрут — Сайда — Сур — граница с Израилем;
- Бейрут — Бхамдун-эль-Мхатте — Хтаура — граница с Сирией;
- Хтаура — Захла — Баальбек - Каа;
- Триполи — Бишари — Баальбек.

### Автомагистрали
Часть основных трасс Ливана была превращена в четырёхполосные автомагистрали. К ним относятся:
- Автомагистраль Бейрут — Триполи (81 км);
- Бейрут — Кфар-Бадде (65 км);
- Бейрут — Софар (26 км);
- Триполи — Хане (20 км).

Протяжённость дорожной сети Ливана составляет, по данным 2005 года, 6970 км.

### Общественный транспорт
В 1923 году дамасская компания Nairn Transport Company открыла автобусное сообщение между Бейрутом, Хайфой, Дамаском и Багдадом.
В настоящее время Бейрут имеет регулярное автобусное сообщение с городами Ливана и крупными городами Сирии. В Ливане действует множество частных автобусных компаний, а также государственная компания Office des Chemins de Fer et des Transports en Commun.
Автобусы являются популярным и недорогим средством общественного транспорта. Они могут останавливаться по требованию на всём протяжении маршрута.
Помимо автобусов, сухопутные маршруты доступны для маршрутных или обычных такси. В отличие от обычного, водитель маршрутного такси сам объявляет пункт назначения и может подбирать попутных пассажиров.
Для Ливана характерно отсутствие фиксированной платы за проезд, цена устанавливается по договорённости перед поездкой. Лицензированные такси имеют красную табличку с регистрационным номером.

## Водный транспорт

### Порты
Ливан располагает двумя морскими портами на побережье Средиземного моря:
- Бейрут;
- Триполи.

### Торговый флот
По данным на 2010 год, торговый флот Ливана состоит из 29 кораблей:
- 4 балкера;
- 7 сухогрузов;
- 17 скотовозов;
- 1 ролкер.

34 судна, принадлежащие ливанским компаниям, зарегистрированы в других странах.

### Паромное сообщение
Порт Бейрута имеет паромное сообщение с Кипром.

## Железнодорожный транспорт
Железные дороги Ливана соединяют все части страны, однако в настоящее время не используются из-за повреждений, полученных в 1980-е годы и во время войны с Израилем 2006 года. Формально железные дороги находятся в ведении государственной компании Office des Chemins de Fer et des Transports en Commun.
Общая протяжённость железных дорог составляет 401 км, из них 319 км имеет стандартную колею (1435 мм), а 82 км — узкую колею (1050 мм).
До сентября 1968 года внутригородской рельсовый транспорт был представлен трамваем города Бейрута. В настоящее время в связи с увеличением количества автомобилей и возникновением заторов, в том числе связанных с террористическими атаками, предлагается возродить трамвай в качестве альтернативного общественного транспорта.

## Воздушный транспорт

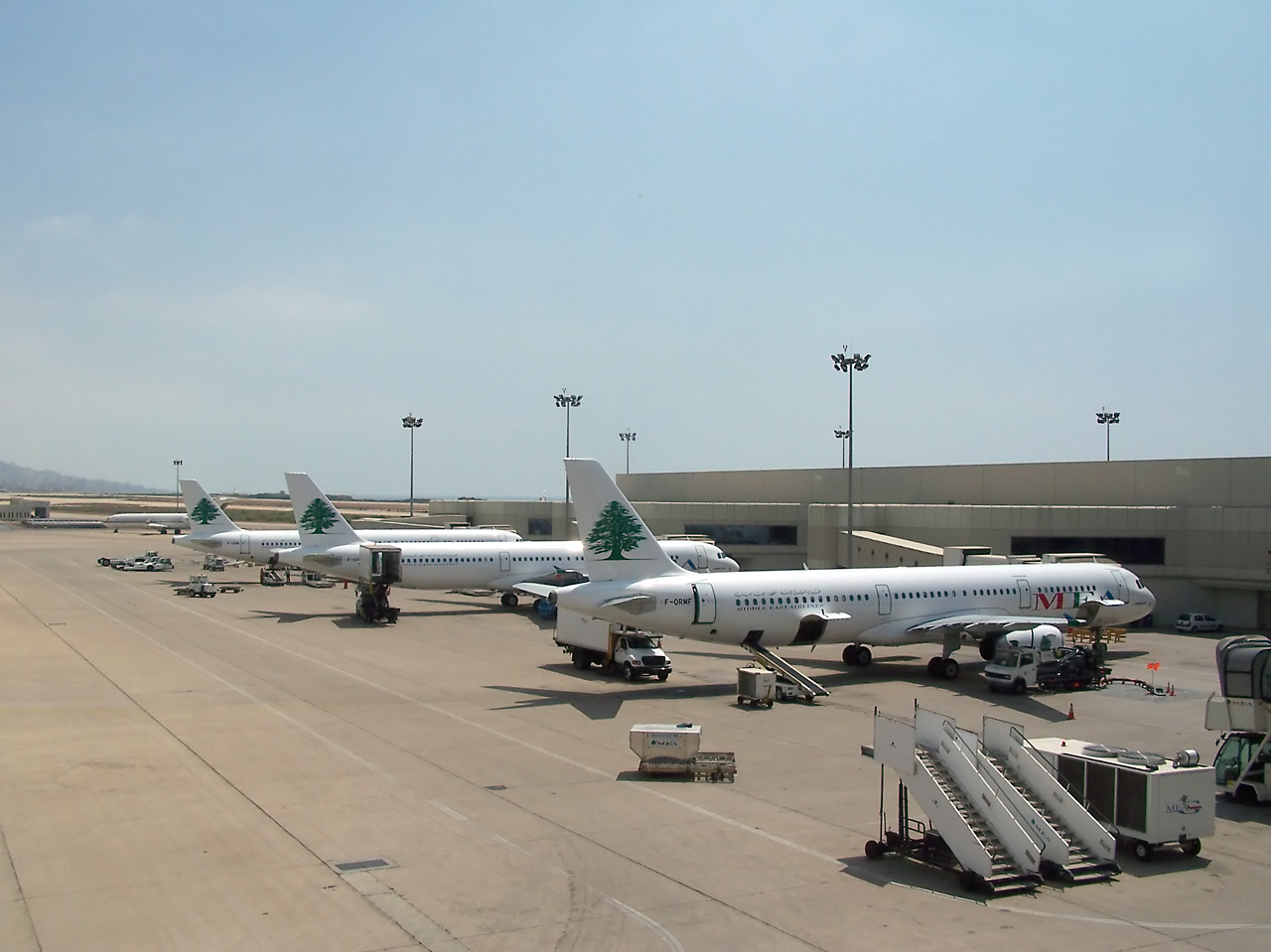
Международный аэропорт Рафик Харири, Бейрут

Главный аэропорт Ливана — международный аэропорт Рафик Харири, расположенный в южном пригороде Бейрута. По степени развития авиатранспортной инфраструктуры Ливан занимает 51 место.
Общее количество аэропортов в Ливане по данным 2013 года — 8, из них 5 — с бетонным покрытием. Имеется 1 вертолётодром.
Национальной авиакомпанией Ливана является Middle East Airlines, базирующаяся в аэропорту Рафик Харири.

## Трубопроводный транспорт
По данным 2013 года, Ливан располагает 88 км газопроводов.

## Другие виды транспорта
В курортном городе Джуния на средизеиноморском побережье Ливана с 1965 года действует канатная дорога, соединяющая город с Хариссой.

## Внешние ссылки
- На Викискладе есть медиафайлы по теме Транспорт в Ливане